# Казарян, Степан Гайкович
Степа́н Га́йкович Казаря́н (арм. Ստեփան Հայկի Ղազարյան; 11 января 1985, Армянская ССР, СССР) — армянский футболист, вратарь. Выступал в национальной сборной Армении.

## Клубная карьера
Профессиональную карьеру начал в «Араксе» из Арарата. В 2002 году завоевал малые серебряные медали и вышел в Премьер-лигу. В элите «Аракс» выступил катастрофически плохо, заняв последнее место. Казарян провёл всего 7 матчей, но в этих матчах пропустил 27 мячей. В сезоне 2005 года клуб провёл 7 матчей, после чего снялся с розыгрыша первой лиги. Результаты 7 матчей были аннулированы. Казарян остался без клуба. В 2007 году заключил контракт с ереванским «Бананцем». В составе команды в том же году стал серебряным призёром и обладателем Кубка Армении. С 2009 года является игроком основного состава. В сезоне 2010 года показал лучшие игры и физическую форму, благодаря чему стал самым надёжным вратарём сезона.

## Карьера в сборной
Казарян долгое время был под наблюдением тренерского цеха сборной Армении, однако ему постоянно отводилась роль резервного вратаря. 25 мая 2010 года состоялся товарищеский матч сборной Армении против Сборной Узбекистана, прошедший в Ереване на Республиканом стадионе. Из-за отсутствия в расположении сборной Романа Березовского и Геворга Каспарова, защищать честь армянской сборной было доверено Степану Казаряну. Он стал 10 вратарём Сборной Армении в ёе истории. Казарян отыграл весь матч и на 67-й минуте пропустил гол, но к этому времени сборная Армении уже вела в счёте. Итоговый счёт 3:1 в пользу армянской сборной.

## Достижения
«Бананц»
- Серебряный призёр чемпионата Армении: 2007, 2010
- Обладатель Кубка Армении: 2007
- Финалист Кубка Армении: 2008, 2009, 2010

## Статистика выступлений
Данные на 11 октября 2013
| Клуб           | Сезон   | Чемпионат | Чемпионат | Кубки | Кубки | Еврокубки | Еврокубки | Всего | Всего |
| Клуб           | Сезон   | Матчи     | Голы      | Матчи | Голы  | Матчи     | Голы      | Матчи | Голы  |
| -------------- | ------- | --------- | --------- | ----- | ----- | --------- | --------- | ----- | ----- |
| Аракс (Арарат) | 2002    | 27        | −18       | 0     | 0     | 0         | 0         | 27    | −18   |
| Аракс (Арарат) | 2003    | 7         | −27       | ?     | ?     | 0         | 0         | 7     | −27   |
| Аракс (Арарат) | 2004    | 13        | −8        | ?     | ?     | 0         | 0         | 13    | −8    |
| Всего          | Всего   | 47        | −53       | ?     | ?     | 0         | 0         | 47    | −53   |
| Бананц         | 2007    | 2         | −1        | 2     | −1    | 0         | 0         | 4     | -2    |
| Бананц         | 2008    | 8         | −6        | 0     | 0     | 0         | 0         | 8     | −6    |
| Бананц         | 2009    | 23        | −24       | 1     | −1    | 2         | −2        | 26    | −27   |
| Бананц         | 2010    | 26        | −18       | 4     | −5    | 2         | −4        | 32    | −27   |
| Бананц         | 2011    | 14        | −18       | 4     | −3    | 0         | 0         | 18    | −21   |
| Бананц         | 2012/13 | 19        | −36       | 1     | −0    | 0         | 0         | 20    | −36   |
| Всего          | Всего   | 92        | −103      | 12    | −10   | 4         | −6        | 108   | −119  |
| Арарат         | 2013/14 | 28        | −23       | 1     | −1    | 0         | 0         | 29    | −24   |
| Всего          | Всего   | 28        | −23       | 1     | −1    | 0         | 0         | 29    | −24   |

| Матчи и голы Казаряна за сборную Армении | Матчи и голы Казаряна за сборную Армении | Матчи и голы Казаряна за сборную Армении | Матчи и голы Казаряна за сборную Армении | Матчи и голы Казаряна за сборную Армении | Матчи и голы Казаряна за сборную Армении |
| №                                        | Дата                                     | Оппонент                                 | Счёт                                     | Голы                                     | Соревнование                             |
| ---------------------------------------- | ---------------------------------------- | ---------------------------------------- | ---------------------------------------- | ---------------------------------------- | ---------------------------------------- |
| 1                                        | 25 мая 2010                              | Узбекистан                               | 3:1                                      | −1                                       | Товарищеский матч                        |
| 2                                        | 11 августа 2010                          | Иран                                     | 1:3                                      | −3                                       | Товарищеский матч                        |

Итого: 2 матча / −4 гола; 1 победа, 0 ничьих, 1 поражение.
(откорректировано по состоянию на 11 августа 2010 года)